# Schnork Kalustjan
Erzbischof Schnork I. Kalustjan (Geburtsname Arşak, armenisch Շնորհք Գալուստյան, französisch Chenork Kaloustian; * 27. September 1913 in İğdeli bei Çandır, Yozgat; † 7. März 1990 in Etschmiadsin, Armenische SSR, Sowjetunion), bürgerlich Şınorhk Kalustyan, war der 82. Armenisch-apostolische Patriarch von Konstantinopel unter der Autorität des Katholikos Aller Armenier mit Sitz in Etschmiadsin.

## Leben

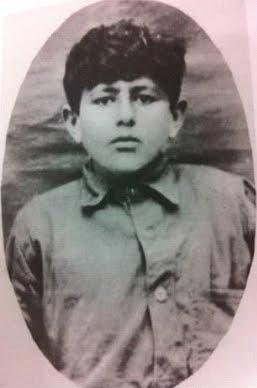
Kalustjan als Kind

Der aus der türkischen Provinz Yozgat stammende Kalustjan verlor 1915 in den Armeniermassakern seinen Vater; seine Mutter wurde gezwungen, einen Muslim zu heiraten. Daher wuchs er in verschiedenen Waisenhäusern auf. Ab 1927 wurde er im Armenischen Seminar zu Jerusalem ausgebildet. Bei seiner dortigen Weihe 1935 zum Mönchspriester gab ihm Patriarch Torkom Manoogian den Namen Schnork („Gnade“). Er wirkte sodann als Lehrer und Dekan am Theologischen Seminar des Kilischen Katholikats zu Antelias, später als Seelsorger in London und der „Östliche Diözese der USA“. Nach seiner Wahl zum Primas der „Westlichen Diözese der USA“ weihte ihn 1953 Katholikos Wasgen I. in Etschmiadsin zum Bischof. 1957 wurde er Groß-Sakristan des armenischen Patriarchats von Jerusalem. In der Folgezeit war er am Armenischen Patriarchat von Konstantinopel tätig, da amerikanischer Staatsbürger ohne offizielles Amt.
Schnork Kalustjan wurde am 11. Oktober 1961 einstimmig zum Armenischen Patriarchen von Konstantinopel gewählt und, aufgrund dessen und seiner Geburt in der Türkei, per Dekret vom 25. Dezember 1961 durch die türkischen Behörden bestätigt. Er diente in dieser Stellung 27 Jahre in Istanbul, sorgte für die Renovierung von Kirchen und die Ordination von Priestern und Bischöfen. Er forschte über das Schicksal der Kryptoarmenier und stellte 1980 während eines Treffens mit der armenischen Gemeinde von Jerusalem eine Liste vor, in der er die Armenier in der Türkei in vier Gruppen unterteilte. Am 25. Juli 1967 begrüßte er Papst Paul VI. zu Besuch in seinem Patriarchat, am 29.  November 1979 Papst Johannes Paul II.
Kaloustian besuchte auch den schwerverletzten Artin Penik, der sich 1982 aus Protest gegen die Asala, eine Untergrundorganisation mit Wurzeln in der armenischen Diaspora, selbst angezündet hatte, im Krankenhaus und spendete ihm die Sterbesakramente. Er nannte Penik einen Symbol des Missfallens gegenüber diesen „brutalen Mördern“.
Patriarch Schnork I. starb an den Folgen eines Sturzes am 7. März 1990 in Etschmiadsin im damals sowjetischen Armenien. Er wurde auf dem Friedhof von Şişli, Istanbul, beigesetzt.